# カット・ファスト・ボール
カット・ファスト・ボール（英: Cut Fastball）は、野球における球種の1つ。日本ではカットボール、真っスラ、アメリカ合衆国ではカッター（英: Cutter）と呼ばれることが多い。

## 概要

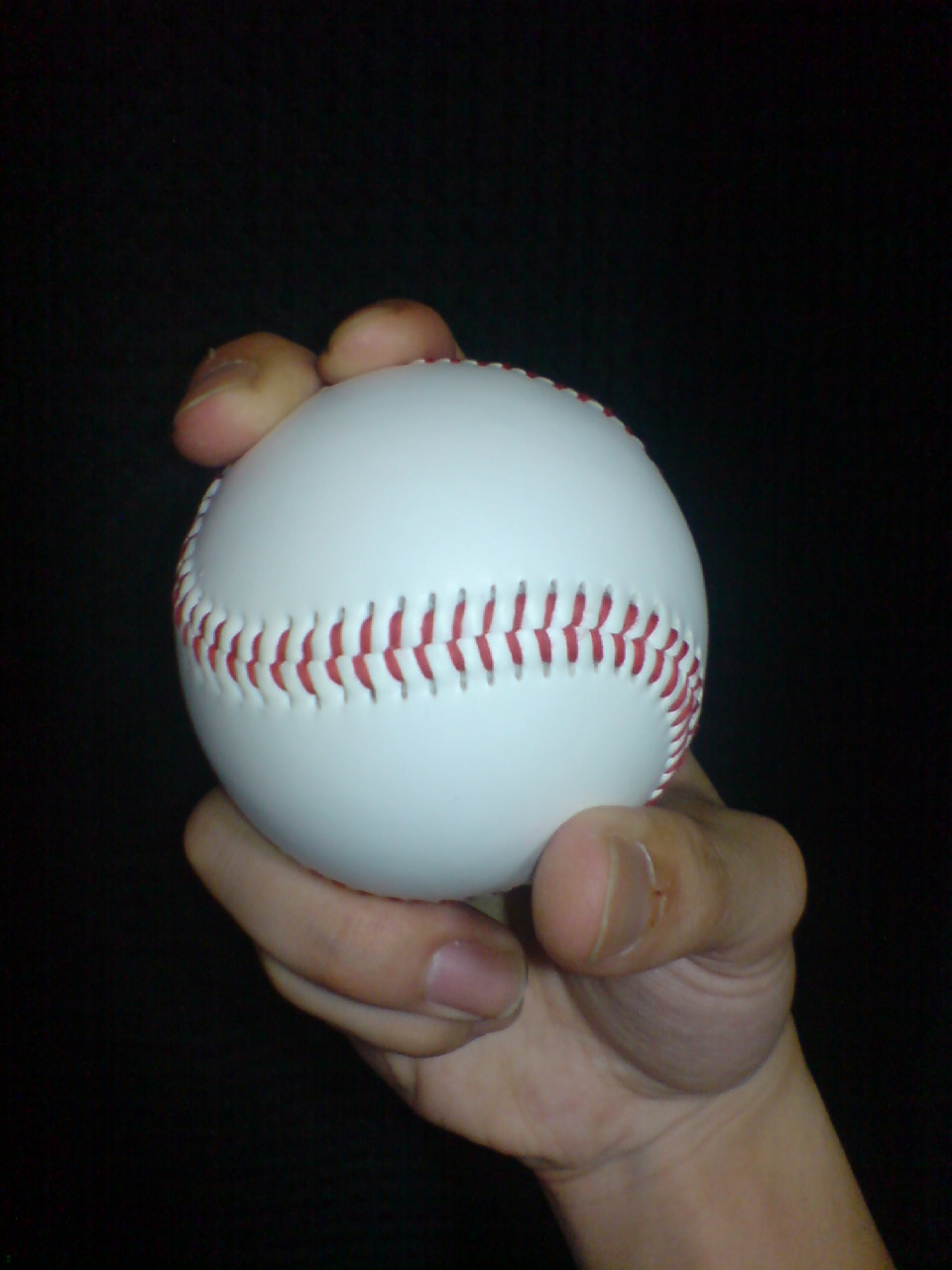
カットファストボールの握りの例

直球の握りから人差し指を少し中指側にずらして握り、リリースの際にボールを切る（カットする）様に投げる。直球とほぼ同じ球速で小さく鋭く変化するため、打者からは直球との見分けがつきにくく、直球と思ってスイングしに行った打者のバットの芯から外させて凡打に打ち取る目的で使われることが多い。特に投げ手の逆側の打席に入る打者の内角に投じ、バットを詰まらせるのが有効であるとされる。横に曲がる、斜めに落ちる、縦に落ちるといった変化の種類があり、速球が真っ直ぐ進まずに常時このような変化をする投手もいる。
代表的な使い手としてはマリアノ・リベラやアンディ・ペティット、ロイ・ハラデイ、ジョン・レスター、ケンリー・ジャンセンなどがいる。特にマリアノ・リベラは史上最高のカッターの使い手として知られ、球種がフォーシームかカッターのみという非常に珍しい投球スタイルでMLB屈指のクローザーとして活躍した。リベラのカッターは90mph半ば（約153km/h以上）を超える球速で約20cm変化すると言われ、空振りを狙うことも可能であった。
日本人選手ではカットボールを広めたのは武田一浩と言われている。ファイターズ時代にチームメイトだったマット・ウインタースからカットボールの存在を聞き習得し、武田のドラゴンズ移籍後に川上憲伸がこれを習得、日本屈指のカットボーラーとなった。その他にはダルビッシュ有、松坂大輔、三浦大輔、藤浪晋太郎、松井裕樹、山本由伸などが投げ、2000年代から日本球界でも多くの選手が使用するようになったが、松井秀喜や伊東勤によると、日本人選手の投げるカットボールはスライダーに近いものがほとんどだという。

## 歴史
この球種を投げる投手は古くから存在したが、くせ球や真っスラ、ムーヴィング・ファストボールなどと呼ばれていた。2000年代に入ってからカッター等の名称が広まり、2003年には実況パワフルプロ野球などの野球ゲームにも採用された。
野村克也は、皆川睦雄が日本のプロ野球界で初めてカットボールを投げたと語る。

## 日米の違い
日本では利き腕の反対方向に変化するスライダーと直球の中間のような球種として認識されているが、元々はボールを切る（カットする）投げ方から名付けられた球種であり、アメリカでは変化の方向に関係なくカッターと呼んでいる。